# Tipula salakensis
Tipula salakensis är en tvåvingeart som beskrevs av Alexander 1915. Tipula salakensis ingår i släktet Tipula och familjen storharkrankar. Inga underarter finns listade i Catalogue of Life.